# Amader Shomoy
Amader Shomoy (bengali : দৈনিক আমাদের সময়) est un quotidien de langue bengali du Bangladesh. Amader Shomoy a commencé à publier en 2003 sous Nayeemul Islam Khan (en), mais a été révoqué comme éditeur par décision de justice en 2012,. Mohammad Golam Sarwar est l'actuel rédacteur en chef du journal.

## Suppléments
- Shomoyer Dana (« Different light ») : Supplément du vendredi
- IT Somoy : technologies de l'information et de la communication